# بنسون بون
بنسون جيمس بون (من مواليد 25 يونيو 2002) هو مغني وكاتب أغاني أمريكي.
ولد ونشأ في مونرو بواشنطن ، وبدأ مسيرته الموسيقية عندما شغل مكانا لصديق في عرض مواهب.
ظهر بون في أمريكان أيدول في أوائل عام 2021 ، حيث تنافس لفترة وجيزة قبل الانسحاب طواعية.
استمر في اكتساب شعبية على تيك توك ووقع لاحقا عقدا مع Night Street Records.
تم إصدار أغنية بون المنفردة الأولى ، "Ghost Town" ، في أكتوبر 2021 وتم رسمها في 16 دولة.
أصدر بون منذ ذلك الحين العديد من الأغاني الفردية الناجحة ، بما في ذلك "In the Stars" (أبريل 2022) و
"Beautiful Things" (يناير 2024) ، وتصدرت الأخيرة المخططات في المملكة المتحدة وأستراليا وكندا والنرويج وفرنسا وألمانيا وأيرلندا ونيوزيلندا.
كما أصبحت أول أغنية له تدخل المراكز الخمسة الأولى في الولايات المتحدة بيلبورد هوت 100، ووصلت إلى المرتبة الثانية.
تم إصدار ألبومه الأول ، Fireworks & Rollerblades ، في أبريل 2024.

## الحياة المبكرة
ولد بون في مونرو بواشنطن لأبوين كيري ونيت بون.
نشأ بون مع أربع شقيقات ، كايلي وناتالي وإيما وكلير.
التحق بمدرسة مونرو الثانوية وكان عضوا في فريق الغوص التنافسي بالمدرسة.
تخرج من المدرسة عام 2020.
اكتشف بون موهبته الموسيقية عندما طلب منه أحد الأصدقاء العزف على البيانو والغناء في معركة الفرق الموسيقية في مدرستهم الثانوية خلال سنته الأولى.
لم يكن لديه سابقا خبرة كمطرب.
التحق لفترة وجيزة بجامعة بريغهام يونغ - أيداهو ، وهي كلية خاصة تملكها وتديرها كنيسة يسوع المسيح لقديسي الأيام الأخيرة.
درس في حرم ريكسبورغ بولاية أيداهو لمدة فصل دراسي واحد قبل أن يوقف دراسته مؤقتا للتركيز على الموسيقى.

## مهنة
استوحى بون الإلهام الموسيقي المبكر من حضور حفل جون بيليون ، وبعد ذلك بدأ في أخذ الغناء على محمل الجد.
بناء على توصية أحد الأصدقاء ، بدأ في نشر مقاطع فيديو غنائية على تيك توك وأجرى اختبارا للموسم 19 من أمريكان أيدول في أوائل عام 2021.
تمت دعوة بون مسبقا إلى أسبوع هوليوود في العرض ، لكنه انسحب من المنافسة بعد فوزه بمكان في أفضل 24 للتركيز على حياته المهنية بدلا من ذلك. لم يتم بث عروضه في أسبوع هوليوود على التلفزيون.
بدأ بون في مشاركة مقتطفات من موسيقاه الأصلية على TikTok ، حيث جمع 1.7 مليون متابع قبل إصدار أغنيته المنفردة الأولى.
لفت انتباه دان رينولدز ، مهاجم إماجن دراجونس ، الذي وقع بون على شركة التسجيلات الخاصة به Night Street Records بالشراكة مع Warner Records.
أعلنوا عن الصفقة في 15 أكتوبر 2021 ، مع إصدار أول أغنية منفردة لبون ، "Ghost Town".
عزف بون على الطبول والغيتار والبيانو في التسجيل ، بالإضافة إلى تصميم العمل الفني للأغنية المنفردة.
أدى بون الأغنية في عرض إلين دي جينيريس ، عرض كيلي كلاركسون ، و في وقت متأخر من الليل مع سيث مايرز في الولايات المتحدة.
تم رسمه لاحقا في 14 دولة ، بما في ذلك بيلبورد هوت 100 في الولايات المتحدة.
أصدر بون أغنيته المنفردة الثانية ، "Room for 2" ، في 18 فبراير 2022.
في مايو 2024 ، أعلنت تايلور سويفت على وسائل التواصل الاجتماعي أن بون كان واحدا من ثلاثة فنانين افتتحوا عروض لندن لجولتها في إيراس في ملعب ويمبلي ، جنبا إلى جنب مع بارامور افتتح بون عرض Swift في 23 يونيو ، مع افتتاح Mette وGriff لعروض 21 و 22 يونيو ، على التوالي.
لعب بون عرضين في Coachella 2025 ، لا سيما تغطية بوهيميان رابسودي.
في عرضه الأول ، ظهر عازف الجيتار كوين بريان ماي.
أيضا في كوتشيلا ، أعلن عن ألبومه الثاني ، القلب الأمريكي.
من المقرر إصداره في 20 يونيو.

## الحياة الشخصية
على الرغم من أن بون نشأ عضوا في كنيسة يسوع المسيح لقديسي الأيام الأخيرة ، إلا أنه لم يعد يعرف بأنه مورمون.
لا يشرب أو يتعاطى المخدرات.
اعتبارا من عام 2023 ، يعيش في لوس أنجلوس.
منذ عام 2024 ، كان يواعد عارضة الأزياء والممثلة والمؤثرة ماجي ثورمون.

## ديسكغرفي

### ألبومات الاستوديو
| العنوان                      | التفاصيل | مواقع الرسم البياني الذروة | مواقع الرسم البياني الذروة | مواقع الرسم البياني الذروة | مواقع الرسم البياني الذروة | مواقع الرسم البياني الذروة | مواقع الرسم البياني الذروة | مواقع الرسم البياني الذروة | مواقع الرسم البياني الذروة | مواقع الرسم البياني الذروة | الشهادات                                                                                      |
| العنوان                      | التفاصيل | الولايات المتحدة           | أستراليا                   | يمكن                       | فرا                        | غضب                        | ولا                        | نيوزيلندي                  | سوي                        | المملكة المتحدة            | الشهادات                                                                                      |
| ---------------------------- | --- | -------------------------- | -------------------------- | -------------------------- | -------------------------- | -------------------------- | -------------------------- | -------------------------- | -------------------------- | -------------------------- | --------------------------------------------------------------------------------------------- |
| الألعاب النارية و رولربلاديس | - تاريخ الإصدار: 5 أبريل 2024 - التسمية: شارع الليل, وارنر - الشكل: ليرة لبنانية, مؤتمر نزع السلاح، تنزيل رقمي، البث  | 6                          | 17                         | 5                          | 7                          | 15                         | 1                          | 5                          | 5                          | 16                         | - ريا: بلاتينيوم - بي بي آي: ذهب - مولودية: 2 Platinum البلاتين - رمنز: بلاتينيوم - سنيب: ذهب |
| القلب الأمريكي               | - المقرر: 20 يونيو 2025 - التسمية: شارع الليل ، وارنر - شكل: ليرة لبنانية ، مؤتمر نزع السلاح, كاسيت, تنزيل رقمي, تدفق | To be released             | To be released             | To be released             | To be released             | To be released             | To be released             | To be released             | To be released             | To be released             | To be released                                                                                |

### المسرحيات الموسعة
| العنوان                                                                         | التفاصيل                                                                                                | مواقع الرسم البياني الذروة | مواقع الرسم البياني الذروة | مواقع الرسم البياني الذروة | مواقع الرسم البياني الذروة | مواقع الرسم البياني الذروة |
| العنوان                                                                         | التفاصيل                                                                                                | بيل (فلوريدا)              | فين                        | فرا                        | ولا                        | سوي                        |
| ------------------------------------------------------------------------------- | --- | -------------------------- | -------------------------- | -------------------------- | -------------------------- | -------------------------- |
| المشي لي المنزل...                                                              | - تاريخ الإصدار: 29 يوليو 2022 - التسمية: شارع الليل ، وارنر - التنسيق: قرص مضغوط ، تنزيل رقمي ، بث     | 109                        | 36                         | 184                        | 4                          | 16                         |
| نبض                                                                             | - تاريخ الإصدار: 5 مايو 2023 - التسمية: شارع الليل ، وارنر - الشكل: كاسيت، قرص مضغوط ، تنزيل رقمي ، دفق | —                          | —                          | —                          | —                          | —                          |
| "- "تشير إلى العناصر التي لم يتم إصدارها في ذلك البلد أو فشلت في الرسم البياني. | |                            |                            |                            |                            |                            |

### الفردي
| Title                                                                         | Year | Peak chart positions | Peak chart positions | Peak chart positions | Peak chart positions | Peak chart positions | Peak chart positions | Peak chart positions | Peak chart positions | Peak chart positions | Peak chart positions | Certifications                                                                                                | Album                                        |
| Title                                                                         | Year | US                   | AUS                  | CAN                  | FRA                  | IRE                  | NOR                  | NZ                   | SWE                  | UK                   | WW                   | Certifications                                                                                                | Album                                        |
| ----------------------------------------------------------------------------- | ---- | -------------------- | -------------------- | -------------------- | -------------------- | -------------------- | -------------------- | -------------------- | -------------------- | -------------------- | -------------------- | --- | -------------------------------------------- |
| "Ghost Town"                                                                  | 2021 | 100                  | 67                   | 53                   | 92                   | 29                   | 1                    | 39                   | 17                   | 46                   | 79                   | - RIAA: Platinum - BPI: Gold - IFPI NOR: Platinum - MC: 2× Platinum - RMNZ: Platinum - SNEP: Platinum         | Walk Me Home... and Fireworks & Rollerblades |
| "Room for 2"                                                                  | 2022 | —                    | —                    | —                    | —                    | —                    | —                    | —                    | —                    | —                    | —                    | | Walk Me Home...                              |
| "In the Stars"                                                                | 2022 | 82                   | 34                   | 30                   | 59                   | 10                   | 4                    | 15                   | 8                    | 21                   | 48                   | - RIAA: 2× Platinum - BPI: Platinum - IFPI NOR: Gold - MC: 3× Platinum - RMNZ: 2× Platinum - SNEP: Diamond    | Walk Me Home... and Fireworks & Rollerblades |
| "Better Alone"                                                                | 2022 | —                    | —                    | —                    | —                    | —                    | —                    | —                    | —                    | —                    | —                    | | Walk Me Home...                              |
| "Before You"                                                                  | 2022 | —                    | —                    | —                    | —                    | —                    | 20                   | —                    | —                    | —                    | —                    | | Non-album single                             |
| "Sugar Sweet"                                                                 | 2023 | —                    | —                    | —                    | —                    | —                    | —                    | —                    | —                    | —                    | —                    | | Pulse                                        |
| "What Was"                                                                    | 2023 | —                    | —                    | —                    | —                    | —                    | —                    | —                    | —                    | —                    | —                    | | Pulse                                        |
| "To Love Someone"                                                             | 2023 | —                    | —                    | —                    | —                    | —                    | —                    | —                    | —                    | —                    | —                    | | Non-album single                             |
| "Beautiful Things"                                                            | 2024 | 2                    | 1                    | 1                    | 1                    | 1                    | 1                    | 1                    | 3                    | 1                    | 1                    | - RIAA: 5× Platinum - ARIA: 11× Platinum - BPI: 3× Platinum - MC: Diamond - RMNZ: 4× Platinum - SNEP: Diamond | Fireworks & Rollerblades                     |
| "Slow It Down"                                                                | 2024 | 32                   | 21                   | 19                   | 82                   | 15                   | 14                   | 18                   | 39                   | 14                   | 23                   | - RIAA: Platinum - ARIA: Platinum - BPI: Platinum - MC: 2× Platinum - RMNZ: Platinum - SNEP: Gold             | Fireworks & Rollerblades                     |
| "Pretty Slowly"                                                               | 2024 | 86                   | —                    | 87                   | —                    | 85                   | —                    | —                    | —                    | 43                   | 190                  | - BPI: Silver                                                                                                 | Fireworks & Rollerblades                     |
| "Sorry I'm Here for Someone Else"                                             | 2025 | 34                   | 34                   | 25                   | —                    | 18                   | 24                   | 28                   | 66                   | 21                   | 54                   | | American Heart                               |
| "Mystical Magical"                                                            | 2025 | —                    | —                    | —                    | —                    | 31                   | 40                   | 33                   | 80                   | 17                   | —                    | | American Heart                               |
| "—" denotes items which were not released in that country or failed to chart. |      |                      |                      |                      |                      |                      |                      |                      |                      |                      |                      | |                                              |

### أغاني أخرى مخططة
| "ليالي مثل هذه"                                                                 | 2022 | —  | —  | —  | —  | 33 | —  | —  | —  |                                                | المشي لي المنزل...           |
| "كن شخصا"                                                                       | 2024 | —  | —  | —  | —  | 18 | —  | —  | —  |                                                | الألعاب النارية و رولربلاديس |
| "صرخة"                                                                          | 2024 | 60 | 52 | 53 | 36 | 6  | 78 | 55 | 86 | - ريا: الذهب - الأغنية: الذهب - مولودية: الذهب | الألعاب النارية و رولربلاديس |
| "إلى الأبد ويوم"                                                                | 2024 | —  | —  | —  | —  | 27 | —  | —  | —  |                                                | الألعاب النارية و رولربلاديس |
| "الموت أتمنى الحب"                                                              | 2024 | —  | —  | —  | —  | 15 | —  | —  | —  |                                                | الأعاصير: الألبوم            |
| "- "تشير إلى العناصر التي لم يتم إصدارها في ذلك البلد أو فشلت في الرسم البياني. |      |    |    |    |    |    |    |    |    |                                                |                              |

### أشرطة الفيديو والموسيقى
| العنوان         | السنة | المدير(المديرين)        |
| --------------- | ----- | ----------------------- |
| "مدينة الأشباح" | 2021  | مات ايستين و تاي أرنولد |
| "غرفة 2"        | 2022  | مات ايستين              |
| "أفضل وحده"     | 2022  | صوفي مولر و ثيو آدامز   |
| "سكر حلو"       | 2023  | مات ايستين              |
| "هارب قليلا"    | 2023  | ديكلان وايتبلوم         |
| "في النجوم"     | 2023  | مات إيستين وآرون هايمز  |
| "أشياء جميلة"   | 2024  | مات ايستين              |
| "أبطئه"         | 2024  | مات ايستين              |
| "ببطء شديد"     | 2024  | —                       |

## جولات

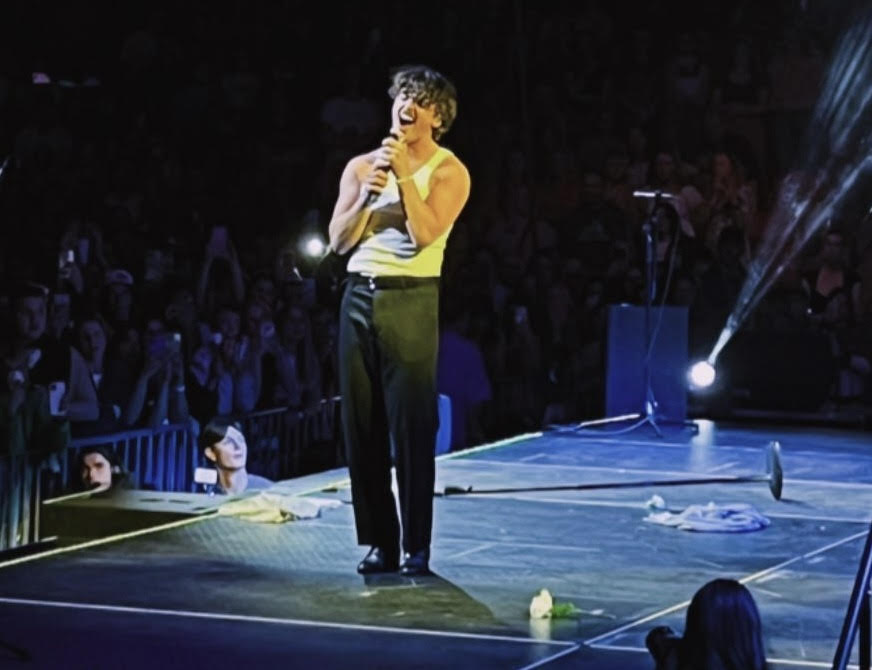
بون يؤدي في جولة النبض في عام 2023

### العنونة
- جولة النبض (2023)
- جولة الألعاب النارية والألعاب النارية العالمية (2024-2025)

### قانون الافتتاح
- تايلور سويفت - جولة العصور (2024)

## الجوائز والترشيحات
| السنة | الجمعية                       | الفئة | العمل المرشح | النتيجة       | القضاة |
| ----- | ----------------------------- | --- | --- | ------------- | ------ |
| 2024  | جائزة "نيكلوديون" للأطفال     | أغنية الفيروس المفضلة | style="background: #FFCCCC; color: black; vertical-align: middle; text-align: center; " class="no table-no2"\|رُشِّح                              | [ 49 ]        |        |
| 2024  | جوائز موسيقية فيديو MTV       | أفضل فنان جديد | style="background: #FFCCCC; color: black; vertical-align: middle; text-align: center; " class="no table-no2"\|رُشِّح                              | [ 50 ] [ 51 ] |        |
| 2024  | جوائز موسيقية فيديو MTV       | أفضل بديل | "أشياء جميلة"\| style="background: #99FF99; color: black; vertical-align: middle; text-align: center; " class="yes table-yes2"\|فوز            | [ 50 ] [ 51 ] |        |
| 2024  | جوائز موسيقية فيديو MTV       | style="background: #FFCCCC; color: black; vertical-align: middle; text-align: center; " class="no table-no2"\|رُشِّح              | "أشياء جميلة"\| style="background: #99FF99; color: black; vertical-align: middle; text-align: center; " class="yes table-yes2"\|فوز            | [ 50 ] [ 51 ] |        |
| 2024  | جوائز موسيقية فيديو MTV       | أداء العام | style="background: #FFCCCC; color: black; vertical-align: middle; text-align: center; " class="no table-no2"\|رُشِّح                              | [ 50 ] [ 51 ] |        |
| 2024  | جوائز NRJ للموسيقى            | الإعلان الدولي | "أشياء جميلة"\| style="background: #99FF99; color: black; vertical-align: middle; text-align: center; " class="yes table-yes2"\|فوز            | [ 52 ]        |        |
| 2024  | جوائز NRJ للموسيقى            | style="background: #99FF99; color: black; vertical-align: middle; text-align: center; " class="yes table-yes2"\|فوز            | "أشياء جميلة"\| style="background: #99FF99; color: black; vertical-align: middle; text-align: center; " class="yes table-yes2"\|فوز            | [ 52 ]        |        |
| 2024  | جوائز موسيقى "لوس 40"         | أفضل فنان | هو نفسه\| style="background: #FFCCCC; color: black; vertical-align: middle; text-align: center; " class="no table-no2"\|رُشِّح                    |               |        |
| 2024  | جوائز موسيقى "لوس 40"         | style="background: #99FF99; color: black; vertical-align: middle; text-align: center; " class="yes table-yes2"\|فوز            | هو نفسه\| style="background: #FFCCCC; color: black; vertical-align: middle; text-align: center; " class="no table-no2"\|رُشِّح                    |               |        |
| 2024  | جوائز موسيقى "لوس 40"         | أفضل ألبوم | style="background: #FFCCCC; color: black; vertical-align: middle; text-align: center; " class="no table-no2"\|رُشِّح                              |               |        |
| 2024  | جوائز موسيقى "لوس 40"         | أفضل أغنية | style="background: #99FF99; color: black; vertical-align: middle; text-align: center; " class="yes table-yes2"\|فوز                            |               |        |
| 2024  | جوائز موسيقى "لوس 40"         | أفضل حلقة على قيد الحياة | style="background: #FFCCCC; color: black; vertical-align: middle; text-align: center; " class="no table-no2"\|رُشِّح                              |               |        |
| 2024  | جوائز موسيقية MTV أوروبا      | أفضل أغنية | style="background: #FFCCCC; color: black; vertical-align: middle; text-align: center; " class="no table-no2"\|رُشِّح                              |               |        |
| 2024  | جوائز موسيقية MTV أوروبا      | أفضل جديد | هو نفسه\| style="background: #99FF99; color: black; vertical-align: middle; text-align: center; " class="yes table-yes2"\|فوز                  |               |        |
| 2024  | جوائز بيلبورد للموسيقى        | style="background: #FFCCCC; color: black; vertical-align: middle; text-align: center; " class="no table-no2"\|رُشِّح              | هو نفسه\| style="background: #99FF99; color: black; vertical-align: middle; text-align: center; " class="yes table-yes2"\|فوز                  | [ 53 ]        |        |
| 2024  | جوائز بيلبورد للموسيقى        | أغنية " 100 " الساخنة | "أشياء جميلة"\| style="background: #FFCCCC; color: black; vertical-align: middle; text-align: center; " class="no table-no2"\|رُشِّح              | [ 53 ]        |        |
| 2024  | جوائز بيلبورد للموسيقى        | style="background: #FFCCCC; color: black; vertical-align: middle; text-align: center; " class="no table-no2"\|رُشِّح              | "أشياء جميلة"\| style="background: #FFCCCC; color: black; vertical-align: middle; text-align: center; " class="no table-no2"\|رُشِّح              | [ 53 ]        |        |
| 2024  | جوائز بيلبورد للموسيقى        | style="background: #FFCCCC; color: black; vertical-align: middle; text-align: center; " class="no table-no2"\|رُشِّح              | "أشياء جميلة"\| style="background: #FFCCCC; color: black; vertical-align: middle; text-align: center; " class="no table-no2"\|رُشِّح              | [ 53 ]        |        |
| 2024  | جوائز بيلبورد للموسيقى        | style="background: #99FF99; color: black; vertical-align: middle; text-align: center; " class="yes table-yes2"\|فوز            | "أشياء جميلة"\| style="background: #FFCCCC; color: black; vertical-align: middle; text-align: center; " class="no table-no2"\|رُشِّح              | [ 53 ]        |        |
| 2024  | جوائز بيلبورد للموسيقى        | style="background: #99FF99; color: black; vertical-align: middle; text-align: center; " class="yes table-yes2"\|فوز            | "أشياء جميلة"\| style="background: #FFCCCC; color: black; vertical-align: middle; text-align: center; " class="no table-no2"\|رُشِّح              | [ 53 ]        |        |
| 2024  | جوائز موسيقية ميلون           | أفضل فنانة البوب | style="background: #99FF99; color: black; vertical-align: middle; text-align: center; " class="yes table-yes2"\|فوز                            | [ 54 ]        |        |
| 2025  | جوائز APRA (أستراليا)         | أعمال الدولية الأكثر إنجازا | style="background: #FFD; color:black; vertical-align: middle; text-align: center; " class="partial table-partial"\|في الانتظار                 | [ 55 ]        |        |
| 2025  | جوائز غرامي                   | أفضل فنان جديد | هو نفسه\| style="background: #FFCCCC; color: black; vertical-align: middle; text-align: center; " class="no table-no2"\|رُشِّح                    | [ 56 ]        |        |
| 2025  | جوائز بريطانيا                | style="background: #FFCCCC; color: black; vertical-align: middle; text-align: center; " class="no table-no2"\|رُشِّح              | هو نفسه\| style="background: #FFCCCC; color: black; vertical-align: middle; text-align: center; " class="no table-no2"\|رُشِّح                    | [ 57 ]        |        |
| 2025  | جوائز بريطانيا                | أفضل أغنية دولية | "أشياء جميلة"\| style="background: #FFCCCC; color: black; vertical-align: middle; text-align: center; " class="no table-no2"\|رُشِّح              | [ 57 ]        |        |
| 2025  | جوائز موسيقية MTV Video Japan | style="background: #99FF99; color: black; vertical-align: middle; text-align: center; " class="yes table-yes2"\|فوز            | "أشياء جميلة"\| style="background: #FFCCCC; color: black; vertical-align: middle; text-align: center; " class="no table-no2"\|رُشِّح              | [ 58 ]        |        |
| 2025  | "أوديون"                      | الفنان الجديد الدولي | هو نفسه\| style="background: #99FF99; color: black; vertical-align: middle; text-align: center; " class="yes table-yes2"\|فوز                  | [ 59 ]        |        |
| 2025  | جوائز الموسيقى الأمريكية      | style="background: #FFD; color:black; vertical-align: middle; text-align: center; " class="partial table-partial"\|في الانتظار | هو نفسه\| style="background: #99FF99; color: black; vertical-align: middle; text-align: center; " class="yes table-yes2"\|فوز                  | [ 60 ]        |        |
| 2025  | جوائز الموسيقى الأمريكية      | style="background: #FFD; color:black; vertical-align: middle; text-align: center; " class="partial table-partial"\|في الانتظار | هو نفسه\| style="background: #99FF99; color: black; vertical-align: middle; text-align: center; " class="yes table-yes2"\|فوز                  | [ 60 ]        |        |
| 2025  | جوائز الموسيقى الأمريكية      | أغنية العام | "أشياء جميلة"\| style="background: #FFD; color:black; vertical-align: middle; text-align: center; " class="partial table-partial"\|في الانتظار | [ 60 ]        |        |
| 2025  | جوائز الموسيقى الأمريكية      | style="background: #FFD; color:black; vertical-align: middle; text-align: center; " class="partial table-partial"\|في الانتظار | "أشياء جميلة"\| style="background: #FFD; color:black; vertical-align: middle; text-align: center; " class="partial table-partial"\|في الانتظار | [ 60 ]        |        |
| 2025  | جوائز الموسيقى الأمريكية      | style="background: #FFD; color:black; vertical-align: middle; text-align: center; " class="partial table-partial"\|في الانتظار | "أشياء جميلة"\| style="background: #FFD; color:black; vertical-align: middle; text-align: center; " class="partial table-partial"\|في الانتظار | [ 60 ]        |        |